# Baeacis giganteus
Baeacis giganteus är en stekelart som beskrevs av Granger 1949. Baeacis giganteus ingår i släktet Baeacis och familjen bracksteklar. Inga underarter finns listade.